# Ivar Aasen
Ivar Andreas Aasen (ngày 05 tháng 8 năm 1813 - 23 tháng 9 năm 1896) là một nhà ngôn ngữ học, nhà viết kịch và nhà nghiên cứu từ ngữ học và nhà thơ Na Uy.

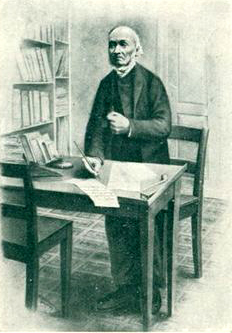
Ivar Aasen (1891)

Aasen sinh ra tại Åsen trong Ørsta (sau này là Ørsten), ở huyện Sunnmøre, bên bờ biển phía tây Na Uy. Cha ông, một nông dân có tên Ivar Jonsson, đã qua đời vào năm 1826. Cậu bé lón lên ở nông trang nhưng lại tìm thấy niềm vui giải trí của mình với việc đọc sách, và khi anh lên 18 tuổi, anh đã mở một trường tiểu học trong giáo xứ quê hương. Năm 1833, anh bước vào gia đình của HC Thoresen, chồng của nhà văn nổi tiếng Magdalene Thoresen, trong Herøy (sau đó Hero), và ở đó ông chọn các yếu tố của tiếng Latin. Dần dần, và do tinh thần kiên nhẫn và sự tập trung vô hạn, các nông dân trẻ tuổi đã trở thành bậc thầy của nhiều ngôn ngữ, và bắt đầu nghiên cứu khoa học của cấu trúc của chúng.